# Arquidiócesis de Villavicencio
La arquidiócesis de Villavicencio (en latín: Archidioecesis Villavicentiensis) es una circunscripción eclesiástica de la Iglesia católica en Colombia. Se trata de una arquidiócesis latina, sede metropolitana de la provincia eclesiástica de Villavicencio. Desde el 31 de diciembre de 2022 su arzobispo es Misael Vacca Ramírez.

## Territorio y organización

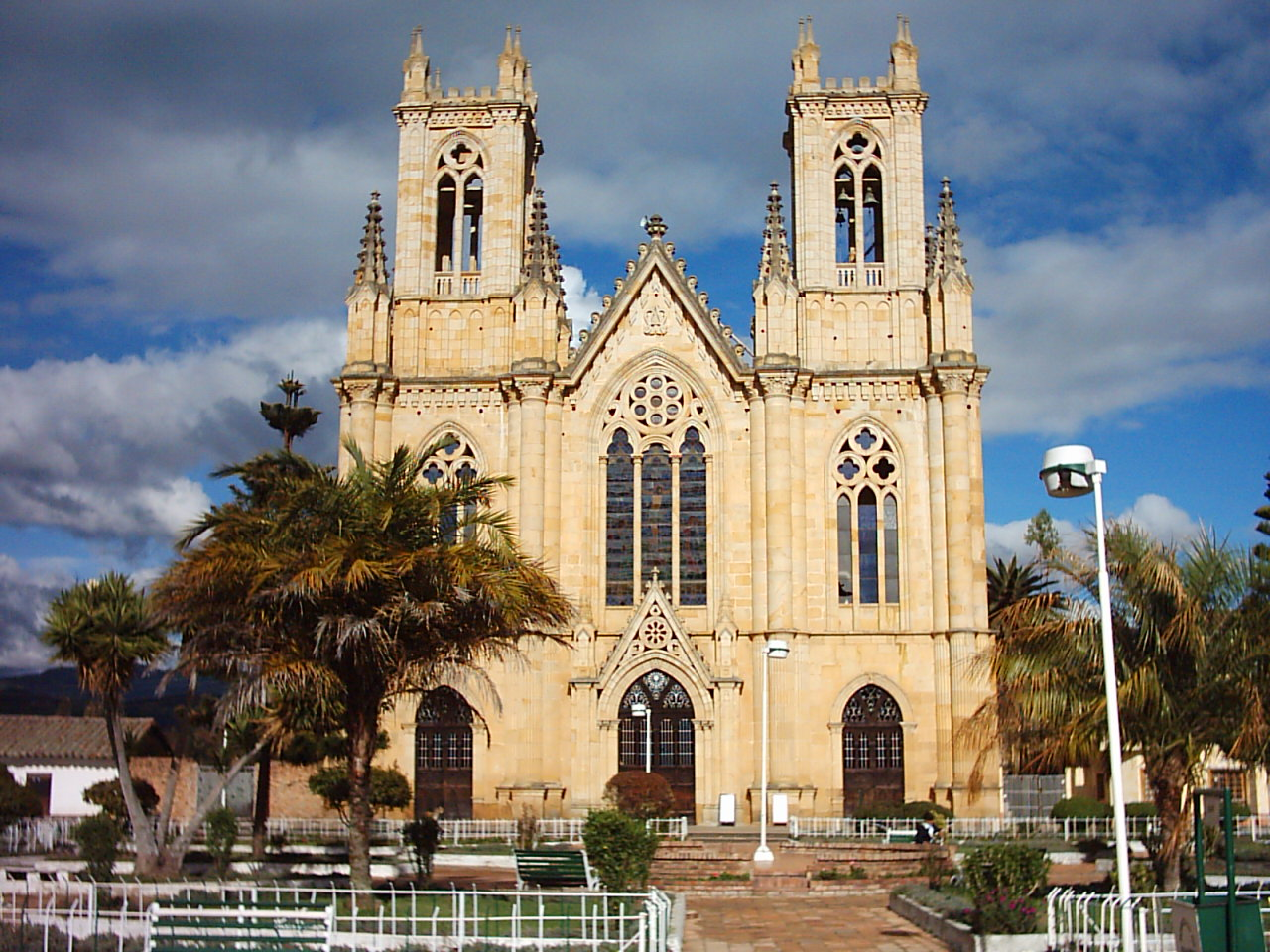
Basílica menor de Nuestra Señora de las Nieves, en Firavitoba

La arquidiócesis tiene 53 650 km² y extiende su jurisdicción sobre los fieles católicos de rito latino residentes en:
- en el departamento del Meta, comprendiendo los municipios de: Acacías, Barranca de Upía, Cabuyaro, Castilla la Nueva, Cubarral, Cumaral, El Calvario, Guamal, Mapiripán, Puerto López, Restrepo, San Carlos de Guaroa, San Juanito, San Martín y Villavicencio;
- en el departamento de Cundinamarca, comprendiendo los municipios de: Medina y Paratebueno, y el corregimiento de San Pedro de Jagua en el municipio de Ubalá.[3]

La arquidiócesis limita al norte con la diócesis de Garagoa y la diócesis de Zipaquirá, al noreste con la diócesis de Yopal, al este con el vicariato apostólico de Puerto Gaitán, al sureste con la diócesis de San José del Guaviare, al suroeste con la diócesis de Granada y al oeste con la arquidiócesis de Bogotá.
La sede de la arquidiócesis se encuentra en la ciudad de Villavicencio, en donde se halla la Catedral de Nuestra Señora del Carmen.
La arquidiócesis tiene como sufragáneas a las diócesis de Granada y San José del Guaviare. La provincia eclesiástica tiene agregados a los vicariatos apostólicos de Puerto Carreño y Puerto Gaitán, inmediatamente sujetos a la Santa Sede.
En 2022 en la arquidiócesis existían 132 parroquias agrupadas en 16 decanatos: Nuestra Señora del Carmen, Nuestra Señora del Perpetuo Socorro, Santísima Trinidad, San Benito, Espíritu Santo, San Luis María de Monfort, San Marcos, Nuestra Señora de Nazareth, Divino Maestro, Sagrada Familia, Sagrado Corazón de Jesús, San Martín de Tours, San Roque, Nuestra Señora de la Candelaria, Nuestra Señora de Chiquinquirá y San Juan Bautista.

## Historia
El 23 de junio de 1903, mediante el decreto Cum perplures de la Congregación para Asuntos Eclesiásticos Extraordinarios, se erigió la prefectura apostólica de las Intendencias Orientales, obteniendo el territorio de la arquidiócesis de Bogotá. La nueva prefectura apostólica fue encomendada a los misioneros monfortianos, a quienes también se les encomendó la administración de la prefectura apostólica de Los Llanos de San Martín, erigida el 18 de enero del año siguiente. La misión fue dirigida por el padre Eugenio Morón, superior de los monfortianos.
El 16 de marzo de 1908 se unieron las dos prefecturas apostólicas, y la nueva circunscripción fue elevada al rango de vicariato apostólico con el nombre de vicariato apostólico de Los Llanos de San Martín (Vicariatus apostolicus Planorum Sancti Martini).
El 9 de junio de 1949, mediante la bula Evangelizationis operi del papa Pío XII, cedió una porción de su territorio para la erección de la prefectura apostólica de Mitú (hoy vicariato apostólico de Mitú) y al mismo tiempo asumió el nombre de vicariato apostólico de Villavicencio.
El 7 de abril de 1956 cedió otra porción de su territorio para la erección de la prefectura apostólica de Vichada mediante la bula Cum Apostolis Christus del papa Pío XII, posteriormente suprimida el 22 de diciembre de 1999.
El 16 de enero de 1964 cedió una porción más de su territorio para la erección de la prefectura apostólica de Ariari (hoy diócesis de Granada) mediante la bula Laetamur admodum del papa Pablo VI y el 11 de febrero del mismo año, mediante la bula Universae regimen del papa Pablo VI, fue elevada al rango de diócesis, pasando a ser sufragánea de la arquidiócesis de Bogotá.
El 22 de diciembre de 1999 cedió el municipio de Puerto Gaitán para la erección del vicariato apostólico de Puerto Gaitán mediante la bula Manifestavit Dominus del papa Juan Pablo II.
El 3 de julio de 2004 fue elevada al rango de arquidiócesis metropolitana mediante la bula Ad totius dominici del papa Juan Pablo II.

## Estadísticas
Según el Anuario Pontificio 2023 la arquidiócesis tenía a fines de 2022 un total de 780 000 fieles bautizados.
| Año                                                                             | Población            | Población | Población      | Sacerdotes | Sacerdotes    | Sacerdotes    | Bautizados por sacerdote | Diáconos permanentes | Religiosos | Religiosos | Parroquias |
| Año                                                                             | Bautizados católicos | Total     | % de católicos | Total      | Clero secular | Clero regular | Bautizados por sacerdote | Diáconos permanentes | Varones    | Mujeres    | Parroquias |
| ------------------------------------------------------------------------------- | -------------------- | --------- | -------------- | ---------- | ------------- | ------------- | ------------------------ | -------------------- | ---------- | ---------- | ---------- |
| 1950                                                                            | 62 000               | 70 000    | 88.6           | 25         |               | 25            | 2480                     |                      | 41         | 26         | 10         |
| 1966                                                                            | 160 000              | 161 000   | 99.4           | 37         | 1             | 36            | 4324                     |                      | 16         | 84         | 22         |
| 1970                                                                            | 195 000              | 200 000   | 97.5           | 39         | 4             | 35            | 5000                     |                      | 44         | 88         | 32         |
| 1976                                                                            | 275 500              | 290 000   | 95.0           | 46         | 9             | 37            | 5989                     |                      | 51         | 44         | 31         |
| 1980                                                                            | 341 999              | 370 000   | 92.4           | 46         | 13            | 33            | 7434                     | 4                    | 49         | 60         | 32         |
| 1990                                                                            | 498 000              | 525 000   | 94.9           | 57         | 36            | 21            | 8736                     | 6                    | 30         | 47         | 48         |
| 1999                                                                            | 518 000              | 595 000   | 87.1           | 124        | 96            | 28            | 4177                     | 10                   | 78         | 52         | 86         |
| 2000                                                                            | 468 000              | 520 000   | 90.0           | 172        | 138           | 34            | 2720                     | 10                   | 92         | 54         | 96         |
| 2001                                                                            | 491 217              | 512 320   | 95.9           | 140        | 120           | 20            | 3508                     | 13                   | 84         | 33         | 117        |
| 2002                                                                            | 525 000              | 540 000   | 97.2           | 137        | 117           | 20            | 3832                     | 13                   | 29         | 33         | 111        |
| 2003                                                                            | 465 000              | 480 000   | 96.9           | 141        | 125           | 16            | 3297                     | 13                   | 25         | 30         | 115        |
| 2004                                                                            | 506 000              | 540 000   | 93.7           | 163        | 142           | 21            | 3104                     | 13                   | 30         | 46         | 118        |
| 2010                                                                            | 529 000              | 581 000   | 91.0           | 196        | 173           | 23            | 2698                     | 14                   | 71         | 84         | 116        |
| 2014                                                                            | 673 171              | 691 704   | 97.3           | 171        | 149           | 22            | 3936                     | 10                   | 53         | 50         | 122        |
| 2017                                                                            | 680 265              | 698 315   | 97.4           | 182        | 149           | 33            | 3737                     | 10                   | 67         | 52         | 131        |
| 2020                                                                            | 697 200              | 715 700   | 97.4           | 172        | 158           | 14            | 4053                     | 9                    | 40         | 21         | 130        |
| 2022                                                                            | 780 000              | 800 400   | 97.5           | 184        | 161           | 23            | 4239                     | 14                   | 52         | 35         | 132        |
| Fuente: Catholic-Hierarchy, que a su vez toma los datos del Anuario Pontificio. |                      |           |                |            |               |               |                          |                      |            |            |            |

## Episcopologio
- Joseph-Marie-Désiré Guiot, S.M.M. † (3 de abril de 1908-27 de junio de 1939 renunció)
- Frans Joseph Bruls Canisius, S.M.M. † (27 de junio de 1939 por sucesión-26 de abril de 1969 renunció[nota 1])
- Gregorio Garavito Jiménez, S.M.M. † (26 de abril de 1969-3 de mayo de 1994 retirado)
- Alfonso Cabezas Aristizábal, C.M. (3 de mayo de 1994 por sucesión-16 de junio de 2001 renunció)
- José Octavio Ruiz Arenas (16 de julio de 2002-31 de mayo de 2007 nombrado vicepresidente de la Pontificia Comisión para América Latina)
- Óscar Urbina Ortega (30 de noviembre de 2007-23 de abril de 2022 retirado)[nota 2]
- Misael Vacca Ramírez, desde el 31 de diciembre de 2022